# مالکوم دی. لی
مالکوم دی. لی (انگلیسی: Malcolm D. Lee؛ زادهٔ ۱۱ ژانویهٔ ۱۹۷۰) کارگردان، فیلم‌نامه‌نویس، تهیه‌کننده و بازیگر اهل ایالات متحده آمریکا است. وی کارگردانی فیلم اسکری مووی ۵ (۲۰۱۳) را در کارنامهٔ حرفه‌ای خود دارد.